# Koszmosz–230
Koszmosz–230 (oroszul: Космос–230), szovjet DSZ–U3–SZ típusú napkutató műhold. A DSZ–U3–SZ típus második, egyben utolsó példánya.

## Küldetés
Feladata a Nap rövidhullámú sugárzásának és a világűr röntgen-háttérsugárzásának vizsgálata.

## Jellemzői
Az OKB–586 tervezőirodában fejlesztették és építették. Üzemeltetője a szovjet Tudományos Akadémia (oroszul: Академия наук (АН) СССР).
1968. július 5-én a Kapusztyin Jar rakétakísérleti lőtérről a Majak–2 indítóállásából  Koszmosz–2M (63SZ1) típusú hordozórakétával juttatták pályára. Az orbitális egység alacsony Föld körüli pályán teljesített szolgálatot. A 92,5 perces, 48,4 fokos hajlásszögű, elliptikus pálya elemei: perigeuma 278 kilométer, apogeuma 518 kilométer volt. Hasznos tömege 400 kilogramm. Háromtengelyesen, Napra orientált típus.
A sorozat felépítését, szerkezetét, alapvető fedélzeti rendszereit tekintve egységesített, szabványosított tudományos-kutató űreszköz. Áramforrása kémiai, illetve a körkörösen elhelyezett 8 napelemtábla energiahasznosításának kombinációja (kémiai akkumulátorok, napelemes energiaellátás – földárnyékban pufferakkumulátorokkal).
A Koszmosz–166 programját folytatta. Felépítését tekintve két félgömbbel lezárt hengeres test. A felső félgömbben helyezték el a tudományos készülékeket (diffrakciós spektrométer, röntgentartományban működő Nap-leképező készülék, röntgenszámláló), külső felületén az érzékelőket. A hengeres részben a szolgálati egységeket (programvezérlő, adatrögzítő, telemetria). A hátsó félgömbben az energiaellátást biztosító kémiai akkumulátorok kaptak elhelyezést. Külső felületén helyezték el az érzékelőket. Az egyenletes belső hőmérsékletet cirkuláló gáz (nitrogén) biztosította. A hőegyensúlyt sugárzáselnyelő anyaggal, illetve zsalus radiátorral biztosították. Szolgálatával hozzájárult a különböző űrtechnikák fejlesztéséhez.
1968. november 2-án 120 napos szolgálatát követően belépett a légkörbe és megsemmisült.